# Saison 2014 des Twins du Minnesota
La saison 2014 des Twins du Minnesota est la 114e saison en Ligue majeure de baseball pour cette franchise et la 54e depuis le transfert des Senators de Washington vers l'État du Minnesota.
Les Twins connaissent en 2014 une 4e saison perdante de suite et terminent pour la 3e fois en 4 ans au dernier rang de la division Centrale de la Ligue américaine. Ils remportent 4 matchs de plus que l'année précédente pour une fiche de 70 victoires et 92 défaites. Le lanceur droitier des Twins, Phil Hughes, établit un nouveau record des majeures avec 11,63 retraits sur des prises réussi pour chaque but-sur-balles accordé à l'adversaire. Le Target Field, où les Twins jouent leurs matchs locaux à Minneapolis, accueille pour la première fois le match des étoiles du baseball majeur le 15 juillet 2014.  Au lendemain du dernier match de la saison, les Twins congédient Ron Gardenhire, leur gérant des 13 dernières saisons.

## Contexte
Les Twins connaissent en 2013 une 3e année perdante consécutive et son exclus des séries éliminatoires pour la 3e fois en 3 ans. Ils terminent avec une fiche de 66 victoires et 96 défaites identique à celle de leur saison 2012 mais remontent de la 5e à la 4e place sur 5 clubs dans la division Centrale de la Ligue américaine. Les lanceurs des Twins terminent 2013 sur une autre mauvaise note : après avoir affiché la 2e moyenne de points mérités la plus élevée du baseball majeur en 2012, ils terminent derniers sur 30 équipes,.

## Intersaison
Le 3 décembre 2013, les Twins font signer un contrat de 48 millions de dollars pour 3 saisons au lanceur droitier Ricky Nolasco, devenu agent libre après une saison amorcée chez les Marlins de Miami et terminée chez les Dodgers de Los Angeles. Le lendemain, c'est au tour d'un autre lanceur droitier, Phil Hughes, un ancien des Yankees de New York, de rejoindre les Twins. Après 7 saisons dans l'uniforme new-yorkais, il accepte une proposition de 24 millions de dollars pour 3 ans.
Le 23 décembre, le lanceur droitier Mike Pelfrey, agent libre au terme de sa première saison au Minnesota, accepte un nouveau contrat de deux ans. Le même jour est annoncée l'arrivée du receveur Kurt Suzuki, qui accepte un contrat d'une saison et scelle le sort du receveur étoile Joe Mauer, qui sera déplacé au poste de joueur de premier but, tel que les Twins l'avaient annoncé en novembre. Suzuki vient aussi prendre la place du receveur Ryan Doumit, échangé le 18 décembre aux Braves d'Atlanta contre Sean Gilmartin, un lanceur gaucher des ligues mineures.
Les nouvelles arrivées au monticule chassent du Minnesota le droitier Liam Hendriks, abandonné au ballottage après une saison 2013 difficile.
Durant la saison morte, Minnesota offre aussi des contrats des ligues mineures à deux joueurs ayant évolué plusieurs saisons pour les Twins avant de partir sous d'autres cieux, le voltigeur et possible frappeur désigné Jason Kubel ainsi que l'arrêt-court Jason Bartlett. Enfin, le lanceur droitier Matt Guerrier, qui a joué à partir de 2004 les 7 premières saisons de sa carrière au Minnesota, accepte des Twins un contrat des ligues mineures.

## Calendrier pré-saison
L'entraînement de printemps 2014 des Twins se déroule du 28 février au 29 mars.

## Saison régulière
La saison régulière de 162 matchs des Twins débute le 31 mars à Chicago par une visite aux White Sox et se termine le 28 septembre suivant. Le premier match local des Twins à Minneapolis est joué le 7 avril contre les Athletics d'Oakland.

### Classement
| Ligue américaine (Division Centrale) | V  | D  | %    | Diff. | Diff. (séries) |
| ------------------------------------ | -- | -- | ---- | ----- | -------------- |
| Tigers de Détroit                    | 90 | 72 | ,556 | -     | -              |
| Royals de Kansas City                | 89 | 73 | ,549 | 1     | +1             |
| Indians de Cleveland                 | 85 | 77 | ,525 | 5     | 3              |
| White Sox de Chicago                 | 73 | 89 | ,451 | 17    | 15             |
| Twins du Minnesota                   | 70 | 92 | ,432 | 20    | 18             |

### Juillet
- 15 juillet : Les Twins accueillent au Target Field de Minneapolis le 85e match des étoiles du baseball majeur, gagné 5-3 par les étoiles de la Ligue américaine sur celles de la Ligue nationale[19].
- 24 juillet : Les Twins échangent le joueur de premier but et frappeur désigné Kendrys Morales aux Mariners de Seattle en retour du lanceur de relève droitier Stephen Pryor[20].

### Août
- 11 août : Les Twins échangent le voltigeur Josh Willingham aux Royals de Kansas City contre Josh Adam, un jeune lanceur droitier des ligues mineures[21].

### Septembre
- 24 septembre : Phil Hughes, des Twins, termine la saison 2014 avec 186 retraits sur des prises aux dépens de l'adversaire et seulement 16 buts-sur-balles accordés. Ce ratio de 11,63 retraits sur des prises par but-sur-balles est le nouveau record du baseball majeur, abattant la marque de 11 établie  par Bret Saberhagen en 1994 avec les Mets de New York[2].
- 29 septembre : Les Twins congédient Ron Gardenhire, leur gérant des 13 dernières saisons[4].